# Jafar
Jafar is de voornaamste antagonist in de Disneyfilm Aladdin (1992) en de liveactionremake hiervan (2019). Hij komt ook voor in de direct-naar-videofilm De Wraak van Jafar (1994).

## Verhaallijnen
Jafar is de raadsvizier van de sultan van Agrabah, maar in werkelijkheid wil hij graag zelf sultan worden. Hij neemt het op tegen Aladdin en prinses Jasmine, de dochter van de sultan. De trouwe rechterhand van Jafar is de papegaai Iago (zoals dat bij Aladdin de aap Abu is en bij Jasmine de tijger Radja).
Om zijn wens in vervulling te laten gaan, moet Jafar de wonderlamp zien te bemachtigen. Vermomd als oude man lokt hij Aladdin naar de Grot der Wonderen, alwaar de lamp zich bevindt. Het lukt Jafar vervolgens echter niet om de wonderlamp zelf in handen te krijgen. Als hij later aan het hof wordt ontmaskerd als een bedrieger en moet vluchten, ziet hij terloops dat Aladdin de wonderlamp in zijn bezit heeft. Even later lukt het Iago om de lamp te stelen.
Jafar neemt eerst met hulp van de geest van de lamp, Genie, de plaats van de sultan in. Daarna gebruikt hij zijn tweede wens om de machtigste tovenaar ter wereld te worden. Nadat hij zich tijdens een confrontatie met Aladdin in een slang heeft veranderd, gebruikt hij zijn laatste wens om zich door Genie zelf ook in een geest te laten veranderen. Jafar wil namelijk niet onderdoen voor de macht van Genie. Dit maakt echter deel uit van een nieuwe list van Aladdin: bij een geest hoort standaard ook een lamp. Zodoende is Jafar nu zelf gekluisterd aan een lamp. Hij wordt samen met Iago voor 10.000 jaar opgesloten in de Grot der Wonderen.
In het vervolg op Aladdin, De Wraak van Jafar, probeert Jafar in zijn nieuwe bestaan als geest opnieuw de macht te grijpen. Dankzij een nietsvermoedende passant slaagt hij er eerst in om uit de Grot der Wonderen te ontsnappen. Door zich te vermommen als Jasmine slaagt hij er bijna alsnog in om Aladdin uit de weg te ruimen en zelf de nieuwe heerser te worden. Als echter Iago – die nu aan de kant van de goeden staat – Jafars lamp in een lavapoel gooit, komt hiermee tevens een einde aan Jafars bestaan als geest.
In Hercules: The Animated Series keert Jafar eenmalig terug, in de aflevering Hercules en de Arabische nacht. Deze keer verschijnt hij als geest in het dodenrijk van de Griekse god Hades. Hades stuurt Jafar als mens weer terug, zodat Jafar een nieuwe kans krijgt om alsnog met Aladdin af te rekenen. Echter wordt Jafar alsnog definitief naar het dodenrijk gebracht, deze keer door Aladdin en Hercules samen.

## Achtergrond
Het personage van Jafar is losjes gebaseerd op een historische figuur, die als held wordt opgevoerd in de sprookjes van 1001 Nacht, de Abbasidische vizier Jafar al-Barmaki, die in de 8e eeuw leefde. In de film The Thief of Bagdad uit 1940, die een grote invloed had op Disneys Aladdin, verschijnt hij als schurk, net als in de Italiaanse animatiefilm La rosa di Bagdad uit 1949, waarin hij een sjeik is. In het originele sprookje van Aladdin en de wonderlamp komt hij niet voor.

## Stem in Disneyfilms
In alle Disneyfilms is de originele stem van Jafar Jonathan Freeman. In het Nederlands waren dit voorheen Gees Linnebank en Just Meijer.
In de liveactionremake van Aladdin uit 2019 is de Nederlandse acteur Marwan Kenzari degene die Jafar speelt. De Nederlandse stem van Jafar is hier ingesproken door Erik van der Horst.

## Themapark
Na de twee lange tekenfilms werd het figuur van Jafar in de "vaste cast" van themafiguren in onder andere Disneyland toegevoegd.